# GAZon
Nel 1974, Magirus Deutz ottenne un contratto (chiamato Progetto Delta) per la consegna nel 1975-1976 di circa 9.500 autocarri con cassone ribaltabile e pianali (Magirus М232 D19 e M290 D26) all'URSS per lavorare alla costruzione della linea principale Baikal-Amur (BAM). Questo ordine è stato il più grande nella storia dell'azienda. Questi modelli erano prodotti KHD opzionali solo per l'esportazione che non venivano offerti sul mercato interno tedesco. Entro il 1 gennaio 1975, il primo lotto di camion Magirus per la costruzione della BAM era pronto per essere inviato in Unione Sovietica. Molti di questi camion sono ancora in servizio oggi. Soprattutto a causa di questo unico ordine, nel 1975, i prodotti destinati all'esportazione rappresentavano il 70% della produzione totale della Magirus-Deutz e l'azienda occupava il secondo posto tra i produttori tedeschi di autocarri.

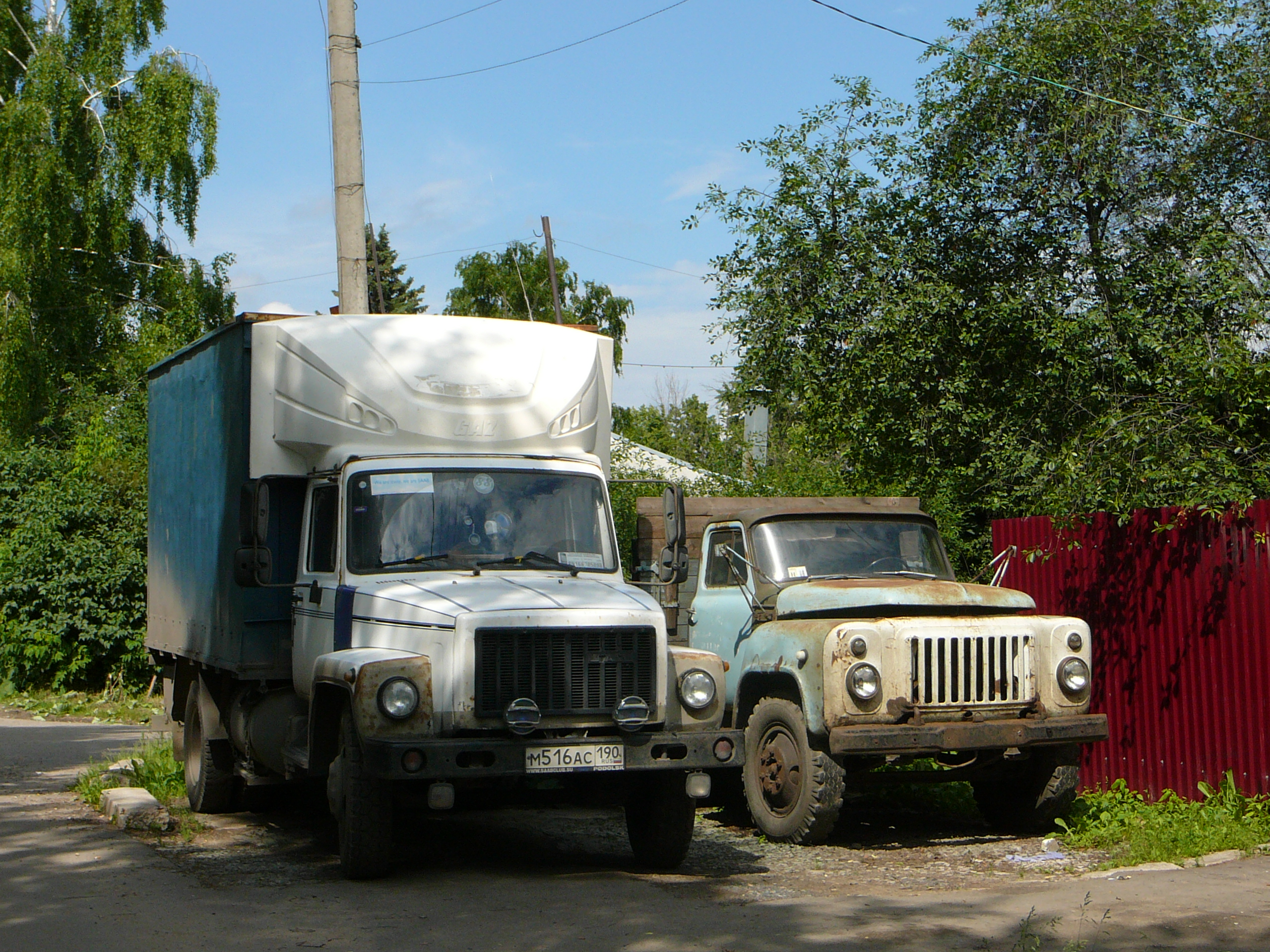
GAZ-3307 insieme al suo predecessore, il GAZ-53, a Podol'sk, Oblast' di Mosca, Russia

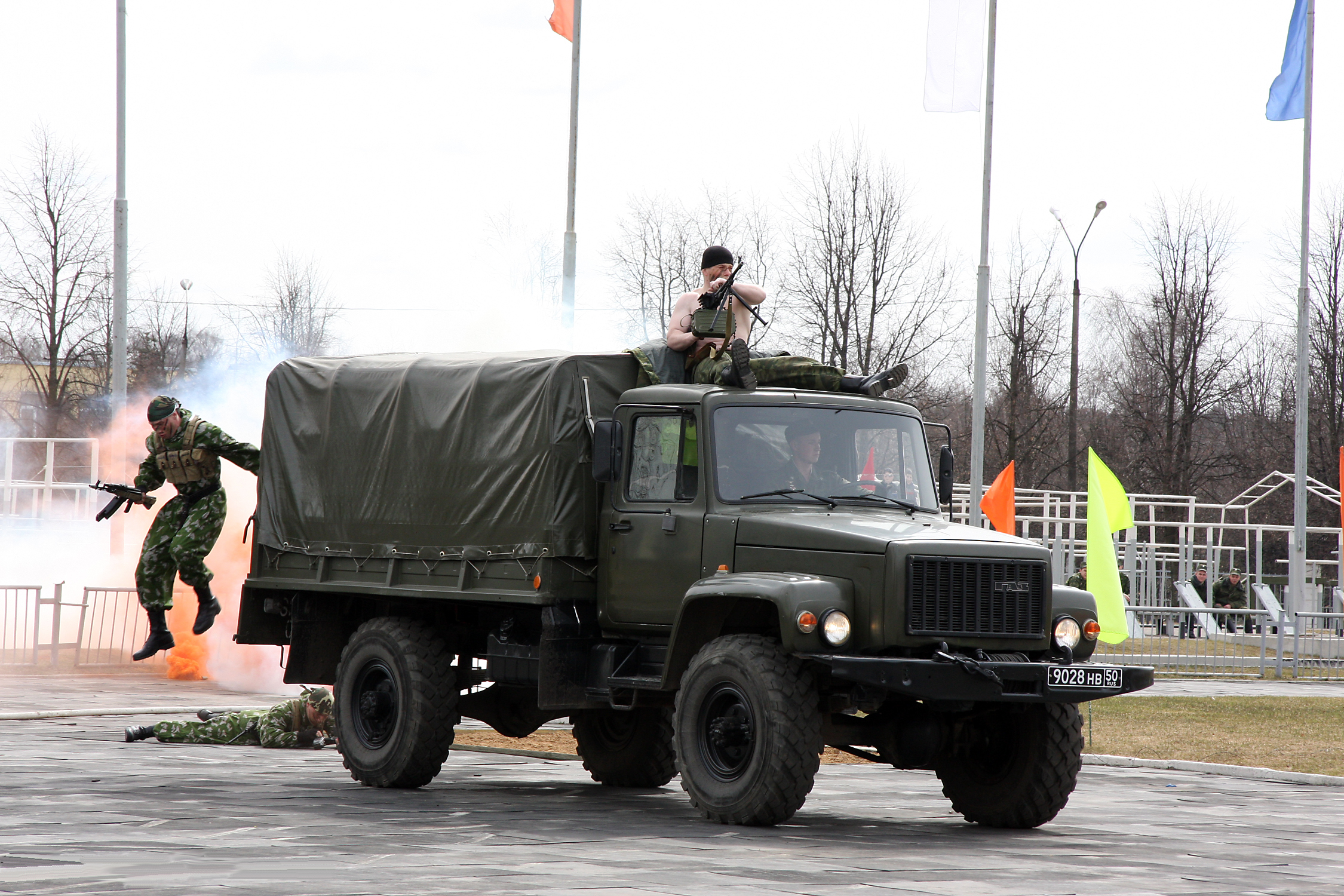
Il GAZ-3308 era una modifica militare 4x4 del camion GAZ-3307 standard. Qui può essere visto in servizio con la 27ª Brigata Motorizzata di Fucilieri della Guardia Indipendente di Sebastopoli

Nel 1982, la KHD, ex proprietaria della Magirus-Deutz, vendette i diritti di licenza per la produzione sovietica di un massimo di 25.000 motori diesel Serie 413. Questi dovevano essere installati sui camion pesanti dell'URSS e su altri veicoli.
Mentre GAZ stava sviluppando un sostituto per la sua obsoleta gamma di camion GAZ-53, il suo look cadde su questi camion Magirus Deutz, che erano molto avanzati rispetto alla maggior parte degli altri modelli sovietici, e decisero di basare parzialmente il loro nuovo modello sul camion tedesco. E così, il GAZ-3307 risultante avrebbe una cabina Magirus-Deutz Eckhauber pesantemente modificata e un telaio e un motore GAZ-53 modernizzati, almeno inizialmente.
Nell'ottobre 1989, GAZ lanciò il nuovo modello GAZ-3307, che presentava un motore a benzina V8, la cabina Magirus Deutz pesantemente modificata e il telaio del predecessore GAZ-53. L'anno successivo sono apparsi i modelli derivati "GAZ-33075" e "GAZ-33076", entrambi equipaggiati con il motore ZMZ-513. Questo motore era dotato di GPL nel "GAZ-33075" e gas naturale nel "GAZ-33076", ma entrambi i modelli sono in grado di bruciare benzina con almeno 80 ottani contemporaneamente. Al GAZ-3307 e alla maggior parte delle sue altre varianti viene popolarmente dato il soprannome di "GAZon".
Nel 1994 fu introdotto il GAZ-3309. Questo camion ha un passo allungato e un motore diesel a quattro cilindri, i cui cilindri sono disposti in serie. Occasionalmente venivano installati anche motori di fornitori giapponesi e motori diesel a sei cilindri. Nel 1999, il GAZ-3310 "Valdai" è stato sviluppato sulla base del telaio del GAZ-3307. Intorno al 2007 è stata introdotta una variante con un design rivisto basato sul GAZ-3309, il veicolo si chiama "Dobrynja" (russo: Добрыня). Non è chiaro se sia avvenuta la produzione in serie.
Il "GAZ-3308" è una modifica militare del camion GAZ-3307 con trazione integrale. Il camion porta anche il soprannome di "Sadko" (russo: Садко), in onore della leggendaria figura con lo stesso nome. Inizialmente furono utilizzati motori a benzina, ma in seguito furono disponibili solo versioni con motori diesel. Per un breve periodo, il motore GAZ-562 è stato utilizzato su licenza di Steyr, ma questo approccio è terminato nel 2001. Dal 2005, il GAZ-33086 è stato prodotto come versione con un carico utile di quattro tonnellate. Inoltre furono costruiti diversi altri allestimenti come elevatori mobili, ribaltabili e autopompe. Nel 2014 è stato introdotto il Sadko NEXT, il successore del GAZ-3308, che è stato ripreso nella produzione in serie nel 2019. Nel gennaio 2020, la produzione del GAZ-3308 è stata interrotta.
Grazie alle buone caratteristiche del terreno, il GAZ-3308 viene utilizzato da vari eserciti. Il camion è dotato di trazione integrale permanente, sistema di monitoraggio della pressione dei pneumatici, ABS, verricello opzionale e preriscaldatore del motore per le regioni fredde.
Il successore del GAZ-3307 è il GAZon NEXT, introdotto nel 2014 e da allora prodotto in serie. Dal 2016 circa, il GAZ-3307 non era più elencato dal produttore nella sua gamma di veicoli, ma era ancora disponibile su ordinazione. Il GAZ-3309, invece, è stato offerto invariato. Nel gennaio 2020 la produzione di entrambi i modelli è stata interrotta a favore dei rispettivi successori.
Molti altri modelli furono prodotti durante il periodo di produzione di 31 anni, identificati da numeri aggiunti alla designazione di base GAZ-3307. Nel caso di sovrastrutture speciali anche la tipizzazione è stata completamente diversa. Furono costruite complessivamente 1,5 milioni di unità, di cui almeno 900.000 destinate al mercato russo. Anche l'autobus KAwZ-3976 è stato costruito sulla base del GAZ-3307, che ha rilevato il telaio e parte della carrozzeria. Il motore è stato installato anche in diverse varianti del GAZ-3307.

## Specifiche

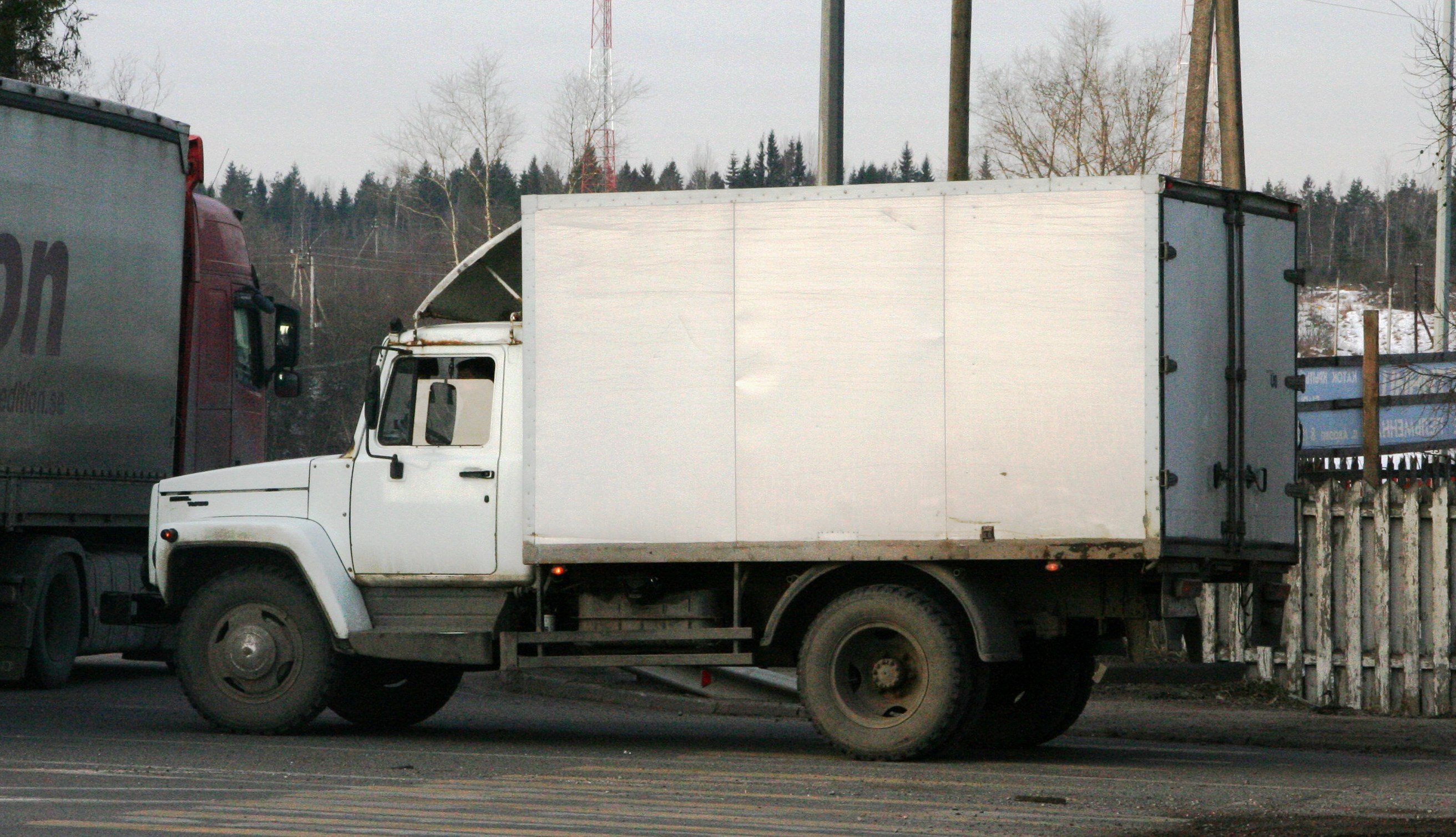
Furgone box GAZ-3307

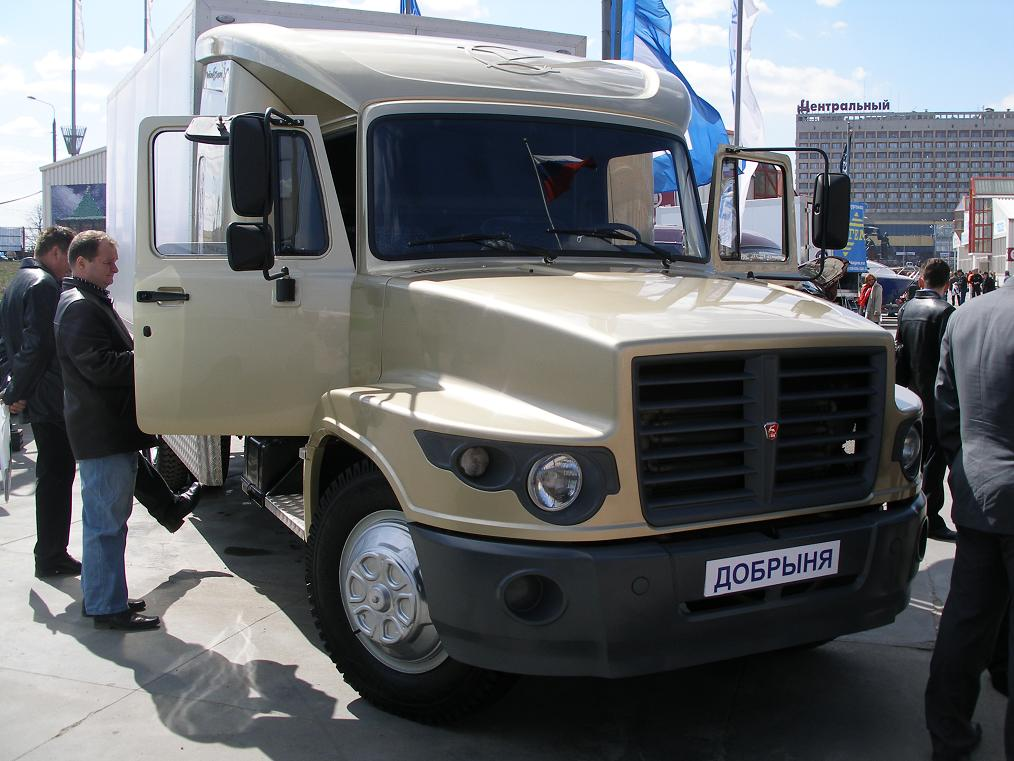
GAZ-3307 "Dobrynja" revisionato

Per il modello GAZ-3307, cassone senza telone:
- Motore: motore a benzina V8 a quattro tempi
- Tipo di motore: SMS-5231
- Potenza: 83–88 kW (113–120 CV)
- Cilindrata: 4760 cm³
- Rapporto di compressione: 1:7,6
- Coppia: 294,3 Nm
- Regime minimo minimo: 600 giri/min
- Consumo di carburante: 19,6 l (a 60 km/h); 26,4 l (80 chilometri all'ora)
- Velocità massima: 90 km/ora
- Trasmissione: Meccanica, cinque marce avanti, una retromarcia
- Formula di guida: (4×2)

Dimensioni e peso:
- Lunghezza: 6330 mm
- Larghezza (con specchietti esterni): 2700 mm
- Altezza: 2.350 mm (sopra la cabina)
- Diametro di sterzata (diametro): 16 m
- Passo: 3770 mm
- Carreggiata anteriore: 1630 mm
- Carreggiata posteriore: 1690 mm
- Altezza da terra: 265 mm
- Peso a vuoto: 3200 kg
- Carico utile: 4500 kg
- Peso lordo veicolo: 7850 kg

Per il modello GAZ-3309, pianale senza telone, solo per GAZ-3307 dati diversi:
- Motore: motore diesel a quattro tempi R4
- Tipo di motore: MMS-245.7U3
- Potenza: 119 CV (88 kW)
- Cilindrata: 4750 cm³
- Compressione: 1:17
- Coppia: 413 Nm
- Regime minimo minimo: 800 giri/min
- Consumo di carburante: 14,5 l (60 km/h); 19,3 l (80 chilometri all'ora)
- Velocità massima: 95 km/ora
- Pendenza massima percorribile: 25 %

Dimensioni e peso:
- Lunghezza: 6436 mm
- Peso a vuoto: 3530 kg
- Peso lordo del veicolo: 8180 kg
- Altezza soglia di carico: 1365 mm